# Strada im Oberland

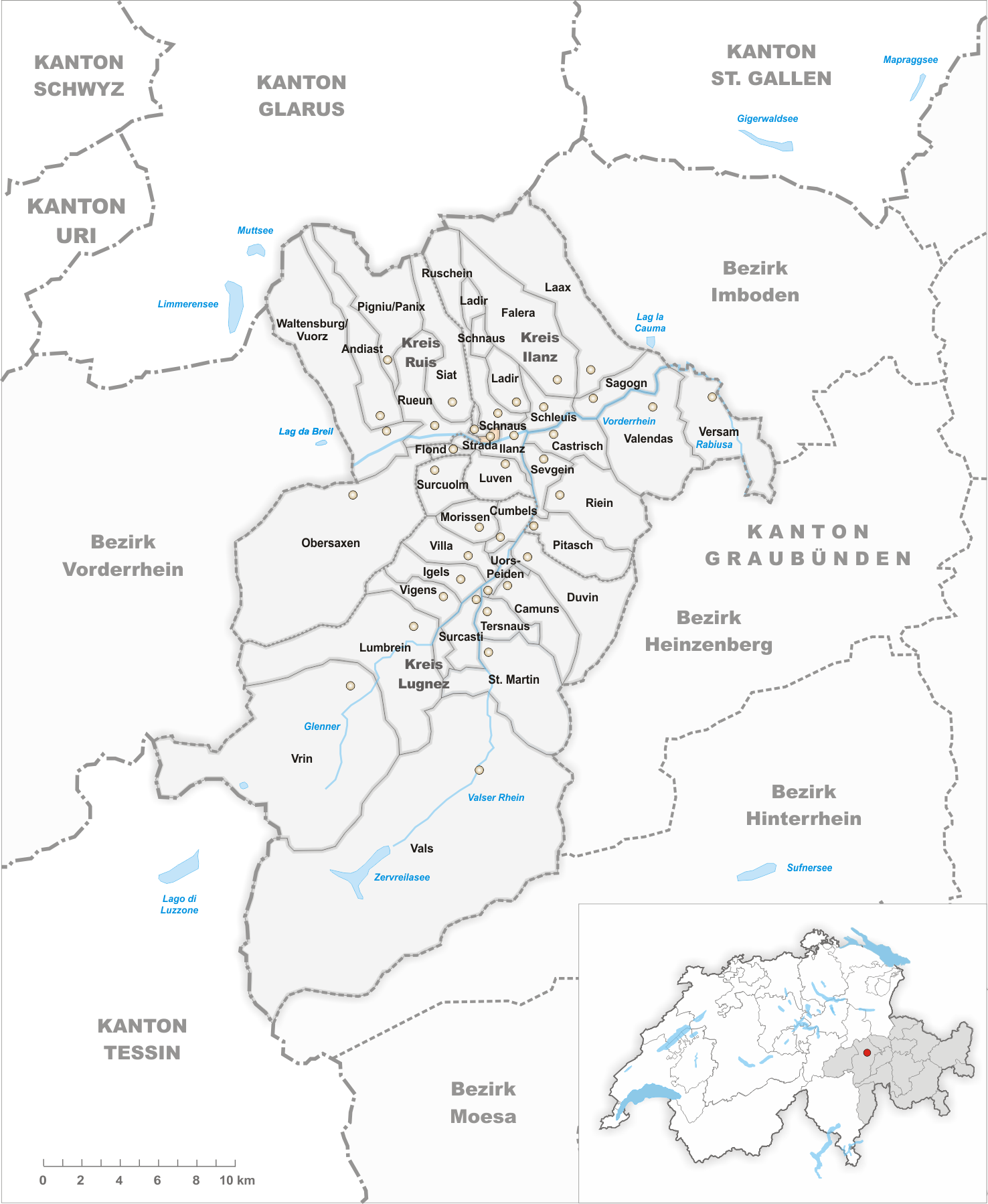
Gemeindestand vor der Fusion am 1. Januar 1978

Strada war eine selbstständige politische Gemeinde im ehemaligen Bezirk Surselva, Kanton Graubünden, Schweiz. 1978 fusionierte Strada mit der Kleinstadt Ilanz zur politischen Gemeinde Ilanz, die 2014 in der damals neugegründeten Gemeinde Ilanz/Glion aufging.

## Geschichte
Ursprünglich war Strada ein Hof, der zu der nahe gelegenen Burg Grüneck gehörte. Dieser erhielt im 15. Jahrhundert Zuzug von deutschen Leuten aus Vals. 1538 kam es zu Prozessen wegen der ins Bleniotal verkauften Lampertschalp hinter Vals-Zervreila. Das Abkommen vom 10. Juni 1537 zwischen Strada und Ilanz sah die gemeinsame kirchliche Zugehörigkeit zu St. Margrethen in Ilanz vor, setzte aber die Territorialgrenze zwischen Rhein und Burg Grüneck sowie dem Ruscheiner Gebiet fest und erhob damit Strada zur politischen Gemeinde. Strada musste sich am Unterhalt der Ilanzer Rheinbrücke beteiligen.
Im 16. und 17. Jahrhundert bestanden Streitigkeiten mit Schnaus wegen der Wasserleitung für die Bewässerung der Wiesen. Die Siedlung bestand im 19. und 20. Jahrhundert vorwiegend aus Bauernbetrieben. In den letzten Jahrzehnten erfolgte eine starke Germanisierung des traditionell romanischen Dorfes.

## Bevölkerung
| Bevölkerungsentwicklung | Bevölkerungsentwicklung | Bevölkerungsentwicklung | Bevölkerungsentwicklung | Bevölkerungsentwicklung |
| ----------------------- | ----------------------- | ----------------------- | ----------------------- | ----------------------- |
| Jahr                    | 1850                    | 1900                    | 1950                    | 1970                    |
| Einwohner               | 56                      | 50                      | 50                      | 41                      |